# Sherbrooke Lake, Nova Scotia
Sherbrooke Lake är en sjö i Kanada.   Den ligger i provinsen Nova Scotia, i den östra delen av landet, 1 100 km öster om huvudstaden Ottawa. Sherbrooke Lake ligger 5 meter över havet. Arean är 1,4 kvadratkilometer. Den sträcker sig 2,2 kilometer i nord-sydlig riktning, och 1,8 kilometer i öst-västlig riktning.
I omgivningarna runt Sherbrooke Lake växer i huvudsak blandskog. Trakten runt Sherbrooke Lake är nära nog obefolkad, med mindre än två invånare per kvadratkilometer.